# Rijksdagverkiezingen Duitse Keizerrijk
Ten tijde van de Noord-Duitse Bond (1867-1871) en het Duitse Keizerrijk (1871-1918) werden er in Duitsland rijksdagverkiezingen (Duits: Reichstagswahlen) gehouden. Stemgerechtigd waren Duitse mannen van 25 jaar en ouder. Uitgesloten waren mannen die een jaar voor de verkiezingen een armentoelage hadden gekregen, militairen, geestelijk gehandicapten en mannen die het burgerrecht niet bezaten. In totaal bezat zo'n 20% van de Duitse mannen stemrecht. Er was dus sprake van een vorm van censuskiesrecht, maar er was zeker geen sprake van het drieklassenstemrecht, zoals in Pruisen. Het kiessysteem was niettemin gunstig voor personen met een hoog inkomen die in meerderheid op conservatieve of conservatief-liberale kandidaten stemden, maar ongunstig voor de middenklasse en - zeker - voor de arbeidersklasse die in meerderheid op kandidaten van meer progressieve partijen (SPD, Vooruitstrevende Volkspartij, Duitse Centrumpartij) stemden.

## Overzicht van de Rijksdagverkiezingen ten tijde van de Noord-Duitse Bond en het Duitse Keizerrijk
- Rijksdagverkiezingen van 1867
- Rijksdagverkiezingen van 1871
- Rijksdagverkiezingen van 1874
- Rijksdagverkiezingen van 1878
- Rijksdagverkiezingen van 1881
- Rijksdagverkiezingen van 1884
- Rijksdagverkiezingen van 1887
- Rijksdagverkiezingen van 1890
- Rijksdagverkiezingen van 1893
- Rijksdagverkiezingen van 1898
- Rijksdagverkiezingen van 1903
- Rijksdagverkiezingen van 1907
- Rijksdagverkiezingen van 1912